# Niszczyciele typu E/F

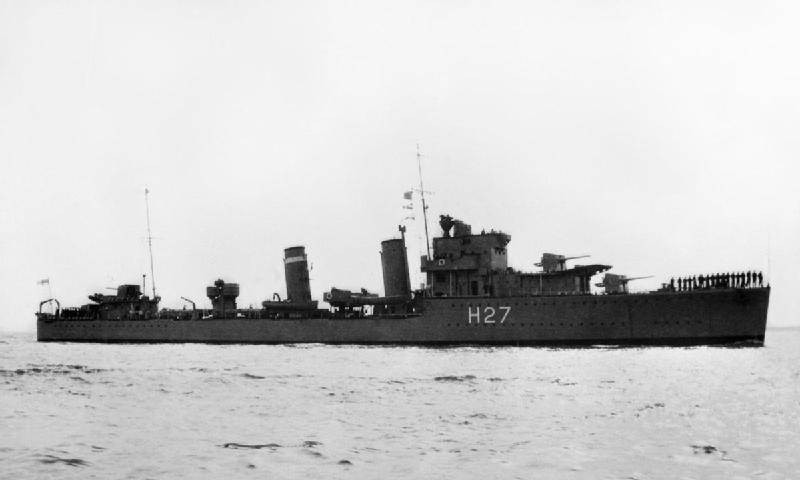
Brytyjski niszczyciel HMS „Electra” należący do typu E/F

Niszczyciele typu E/F – seria 18 niszczycieli marynarki brytyjskiej Royal Navy, należących do licznej grupy typów A-I, które służyły podczas drugiej wojny światowej. Niszczyciele typu E zostały zamówione przez Royal Navy w roku 1931, podczas gdy niszczyciele typu F w roku następnym. Trzy z nich zostały w trakcie trwania działań przekazane Royal Canadian Navy, jeden Marynarce Wojennej Grecji, a jeden Marynarce Wojennej Dominikany. Zwodowane w większości w roku 1933 weszły do służby w latach 1934–1935 i brały udział w działaniach na wielu teatrach wojny. Dziewięć z nich stracono.

## Budowa
Niszczyciele tych typów budowano w oparciu o projekt zmodyfikowanego kadłuba typu C i były odeń nieco większe. ASDIC był sprzężony z pojedynczą wyrzutnią bomb głębinowych (20 pocisków). Po raz pierwszy od programu budowy niszczycieli typu A z roku 1927, zaprojektowano większe lidery flotylli, przedłużone tak, by między kominami mogło zmieścić się dodatkowe działo 120 mm, a pod pokładem trzecia kotłownia. Lidery nie były przeznaczone do poławiania lub stawiania min.

## Okręty

### Typ E
| Okręt                          | Numer boczny | Stocznia                                        | Oddany do służby  | Los okrętu                                                                               |
| ------------------------------ | ------------ | ----------------------------------------------- | ----------------- | ---------------------------------------------------------------------------------------- |
| HMS „Echo”                     | H 23         | William Denny & Brothers, Dumbarton             | 22 paźdz. 1934    | Przekazany Grecji jako „Navarinon”, 1944                                                 |
| HMS „Eclipse”                  | H 08         | William Denny & Brothers, Dumbarton             | 29 listopada 1934 | Zatonął na minie koło wyspy Kalimnos 24 paźdz. 1943                                      |
| HMS „Electra”                  | H 27         | Hawthorn Leslie & Co., Hebburn                  | 13 września 1934  | Zatopiony na Morzu Jawajskim 27 lutego 1942                                              |
| HMS „Encounter”                | H 10         | Hawthorn Leslie & Co., Hebburn                  | 2 listopada 1934  | Zatopiony na Morzu Jawajskim 1 marca 1942                                                |
| HMS „Escapade”                 | H 17         | Scotts Shipbuilding & Engineering Co., Greenock | 30 sierpnia 1934  | Sprzedany G & W Brunton, Grangemouth złomowany w sierpniu 1947                           |
| HMS „Escort”                   | H 66         | Scotts Shipbuilding & Engineering Co., Greenock | 30 paźdz. 1934    | Storpedowany przez włoski okręt podwodny 8 lipca 1940 zatonął 11 lipca podczas holowania |
| HMS „Esk”                      | H 15         | Swan Hunter & Wigham Richardson, Wallsend       | 28 września 1934  | Zatonął na minie w pobliżu Texel 31 sierpnia 1940                                        |
| HMS „Express”                  | H 61         | Swan Hunter & Wigham Richardson, Wallsend       | 2 listopada 1934  | Przekazany Royal Canadian Navy jako HMCS „Gatineau”, 1943                                |
| HMS „Exmouth” (lider flotylli) | H 02         | HM Dockyard, Portsmouth                         | 9 listopada 1934  | Zatopiony przez U-Boota w Moray Firth 21 stycznia 1940                                   |

### Typ F
| Okręt                           | Numer boczny | Stocznia                                   | Oddany do służby | Los okrętu                                                                          |
| ------------------------------- | ------------ | ------------------------------------------ | ---------------- | ----------------------------------------------------------------------------------- |
| HMS „Fame”                      | H 78         | Parsons Marine Steam Turbine Co., Wallsend | 26 kwietnia 1935 | Przekazany do Dominikany jako „Generalissimo”, luty 1949                            |
| HMS „Fearless”                  | H 67         | Cammell Laird & Co., Birkenhead            | 22 grudnia 1934  | Storpedowany przez włoski samolot i samozatopiony 23 lipca 1941                     |
| HMS „Firedrake”                 | H 79         | Parsons Marine Steam Turbine Co., Wallsend | 30 maja 1935     | Zatopiony przez U-211 4 stycznia 1943                                               |
| HMS „Foresight”                 | H 68         | Cammell Laird & Co., Birkenhead            | 15 maja 1935     | Storpedowany przez samoloty włoskie i zatopiony 12 sierpnia 1942                    |
| HMS „Forester”                  | H 74         | J. Samuel White & Co., Cowes               | 29 marca 1935    | Sprzedany 22 stycznia 1946; złomowany w Rosyth w czerwcu 1947                       |
| HMS „Fortune”                   | H 70         | John Brown & Co., Clydebank                | 27 kwietnia 1935 | Przekazany Royal Canadian Navy jako HMCS „Saskatchewan” 31 maja 1943                |
| HMS „Foxhound”                  | H 69         | John Brown & Co., Clydebank                | 6 czerwca 1935   | przekazany Royal Canadian Navy jako HMCS „Qu'Appelle” 8 lutego 1944                 |
| HMS „Fury”                      | H 76         | J. Samuel White & Co., Cowes               | 18 maja 1935     | Uszkodzony na minie u brzegów Normandii 21 czerwca 1944; złomowany 18 września 1944 |
| HMS „Faulknor” (lider flotylli) | H 62         | Yarrow & Co., Scotstoun                    | 24 maja 1935     | Sprzedany 22 stycznia 1946; złomowany w Milford Haven w kwietniu 1946               |